# Panduranga-Chăm Pa

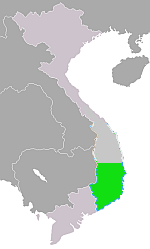
Lãnh thổ Panduranga-Chăm Pa từ sau 1471

Panduranga-Chăm Pa là tên gọi vương quốc Chăm Pa giai đoạn từ năm 1471-1697, khi phần lớn lãnh thổ miền Bắc đã rơi vào tay Đại Việt. Người Chăm chỉ còn lại tại khu vực mà ngày nay là Phú Yên, Khánh Hòa, Ninh Thuận, Bình Thuận. Mặc dù tên gọi Chiêm Thành vẫn chỉ chung vương quốc còn lại của người Chăm, nhưng các tư liệu của Trung Quốc và phương Tây lúc này chỉ còn nói tới vương quốc Panduranga-Chăm Pa khi trung tâm của họ đã dời về vùng Panduranga (địa khu).

## Lịch sử
Theo Đại Việt sử ký toàn thư, sau khi Lê Thánh Tông cho sáp nhập vùng đất phía bắc Chăm Pa thành đạo Quảng Nam. Một vị tướng của Chăm Pa là Bố Trì Trì lui về Phan Rang lên ngôi vua và cai quản phần lãnh thổ còn lại từ đèo Cả tới Bình Thuận với danh nghĩa là chư hầu của Đại Việt.
Năm 1579, Nguyễn Hoàng sai tướng là Lương Văn Chính tiến đánh nước Hoa Anh (Phú Yên) ngày nay.
Tới năm 1611, Nguyễn Hoàng trấn thủ xứ Đàng Trong tiếp tục tấn công Panduraga-Chăm Pa và sáp nhập vùng Phú Yên vào lãnh thổ Đàng Trong
Tới năm 1653, Nguyễn Phúc Tần tấn công và sáp nhập vùng Khánh Hòa vào lãnh thổ Đàng Trong
Năm 1594, một vị vua Chăm gửi đoàn hạm đội sang Malaysia giúp vương quốc Johor chống lại Bồ Đào Nha
Năm 1693, tướng Nguyễn Hữu Cảnh tiếp tục tấn công và sáp nhập vùng lãnh thổ còn lại là Ninh Thuận và Bình Thuận. Tuy nhiên do sự kháng cự của người Chăm đồng thời các chúa Nguyễn cũng muốn tập trung nguồn lực cho việc tấn công Campuchia nên đã rút lui và dành cho chính quyền người Chăm chế độ tự trị.

## Các vị vua (từ 1471 - 1697)
- Bố Trì Trì - Jayavarman Mafoungnan (1471-1494)
- Po Kabih (1494-1530)
- Po Krut Drak (1530-1536)
- Po Maha Sarak (1536-1541)
- Po Kunarai (1541-1553)
- Po At (1553-1579)
- Po Klong Halau (1579-1603)
- Po Nit (1603-1613)
- Po Chai Paran (1613-1618), em vua Po Nit - sau khi bị mất vùng Phú Yên, đã dời kinh đô Bal Cau ở Phan Rang về phía nam ở Phan Rí (Panrik), kinh đô mới có tên là Bal Canar. Bal Canar cũng là kinh đô cuối cùng của Chăm Pa chấm dứt vai trò vào năm 1832
- Po Ehklan (1618-1622)
- Po Po Klong Menai - Mahataha (1622-1627), cướp ngôi từ Po Ehklan
- Po Rome (1627-1651), con rể của Po Mahataha, sau bị nhà Nguyễn bắt đem về và chết ở Phú Xuân sau trận chiến vào năm 1651
- Po Nraup (1651-1653) – Bà Tấm
- Po Thot (1653-1659), lúc này Chăm Pa mất thêm vùng Khánh Hòa, chỉ còn lại Ninh Thuận và Bình Thuận
- Po Sout (1659-1692) - Bà Tranh, bị bắt đưa về Phú Xuân sau trận chiến với nhà Nguyễn năm 1692 và chết năm 1694